# Gottlieb Emanuel von Haller
Gottlieb Emanuel von Haller  (* 17. Oktober 1735 in Bern; † 9. April 1786 ebenda) war ein Schweizer Historiker.

## Leben
Gottlieb Emanuel von Haller, ältester Sohn des Universalgelehrten Albrecht von Haller, studierte von 1747 bis 1753 in Göttingen, wo sein Vater lehrte, Medizin und Botanik. 1753 kehrte er mit seinem Vater nach Bern zurück, wo er Rechtswissenschaften und Geschichte studierte. 1760 wurde er zum korrespondierenden Mitglied der Göttinger Akademie der Wissenschaften gewählt. Im selben Jahr unternahm er eine Reise nach Paris.
Anschliessend machte er im bernischen Staatsdienst Karriere. 1763 wurde er zum Vizebibliothekar ernannt, 1765 zum Kriegsratsschreiber. 1775 trat er in den Grossen Rat ein und übernahm bald darauf das Amt des Grossweibels (Vizepräsident des Stadtgerichts). Im Jahr 1778 wurde von Haller zum Mitglied der Leopoldina gewählt. Er gehörte der Académie des sciences in Paris als korrespondierendes Mitglied an. 1779 wurde er als bernischer Diplomat an die Tagsatzung in den Ennetbirgischen Vogteien entsandt. Nach seiner Rückkehr 1780 übernahm er das Amt des Gerichtsschreibers (Zivil- und Kriminalrichter) in Bern. Von 1785 bis zu seinem Tod war er als Landvogt von Nyon tätig.
Er heiratete im Jahr 1761 Anna Margarethe Schulthess (1734–1810), eine Tochter des Direktors der Kaufmannschaft in Zürich Hans Kaspar Schultheß (1709–1804) und der Regula Hirzel. Das Paar hatte sechs Söhne (unter ihnen der Politiker Karl Ludwig von Haller), von denen drei früh starben, sowie vier Töchter.
Gottlieb Emanuel von Hallers Nachlass befindet sich in der Burgerbibliothek Bern.
Auf einem Hügel in Lausanne Dorigny, vor welchem sich heute der Neubau der Universitätsbibliothek befindet, hat er seinem Vater, Albrecht von Haller, einen Obelisken als Denkmal gesetzt.

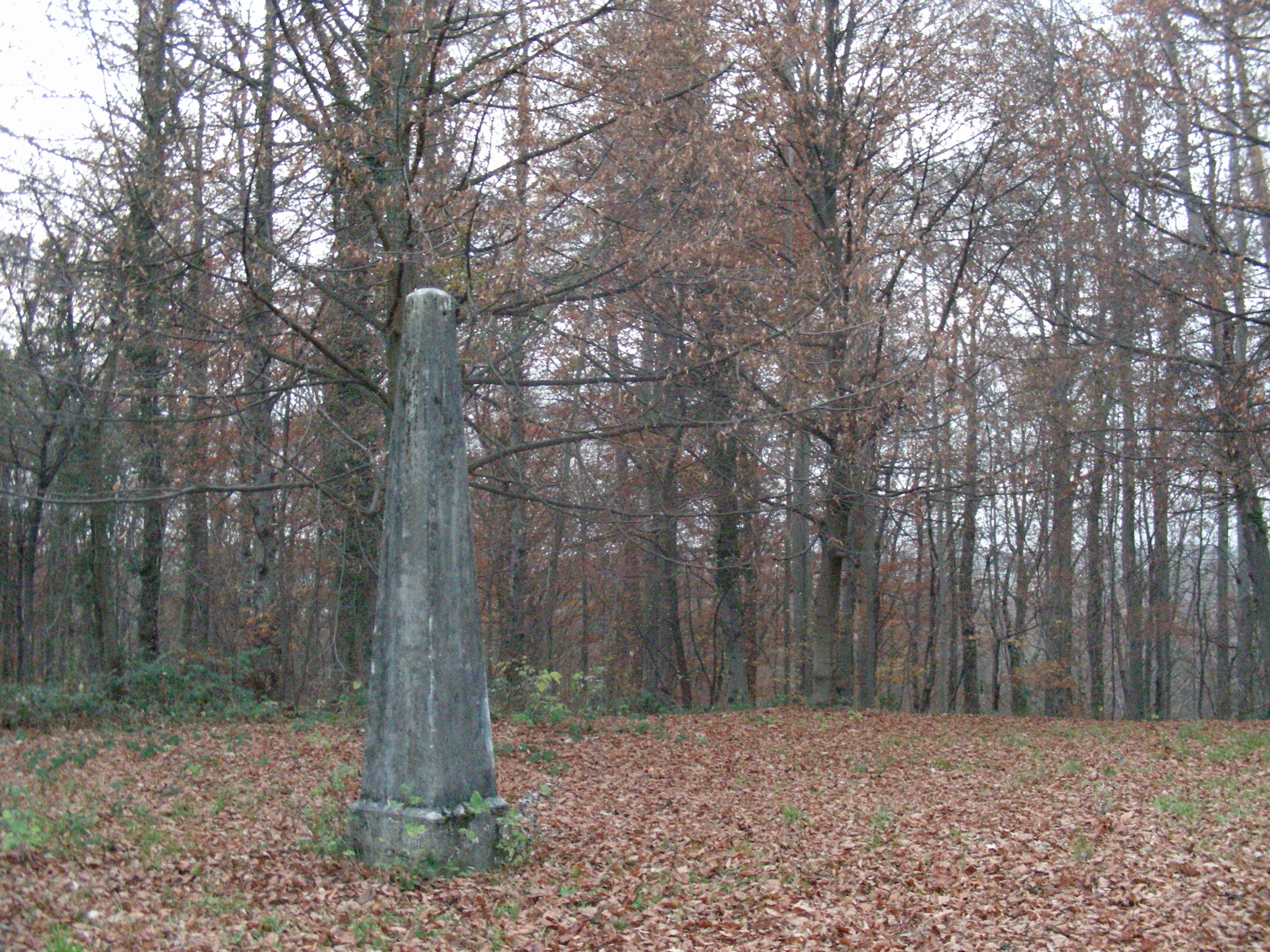
Ansicht
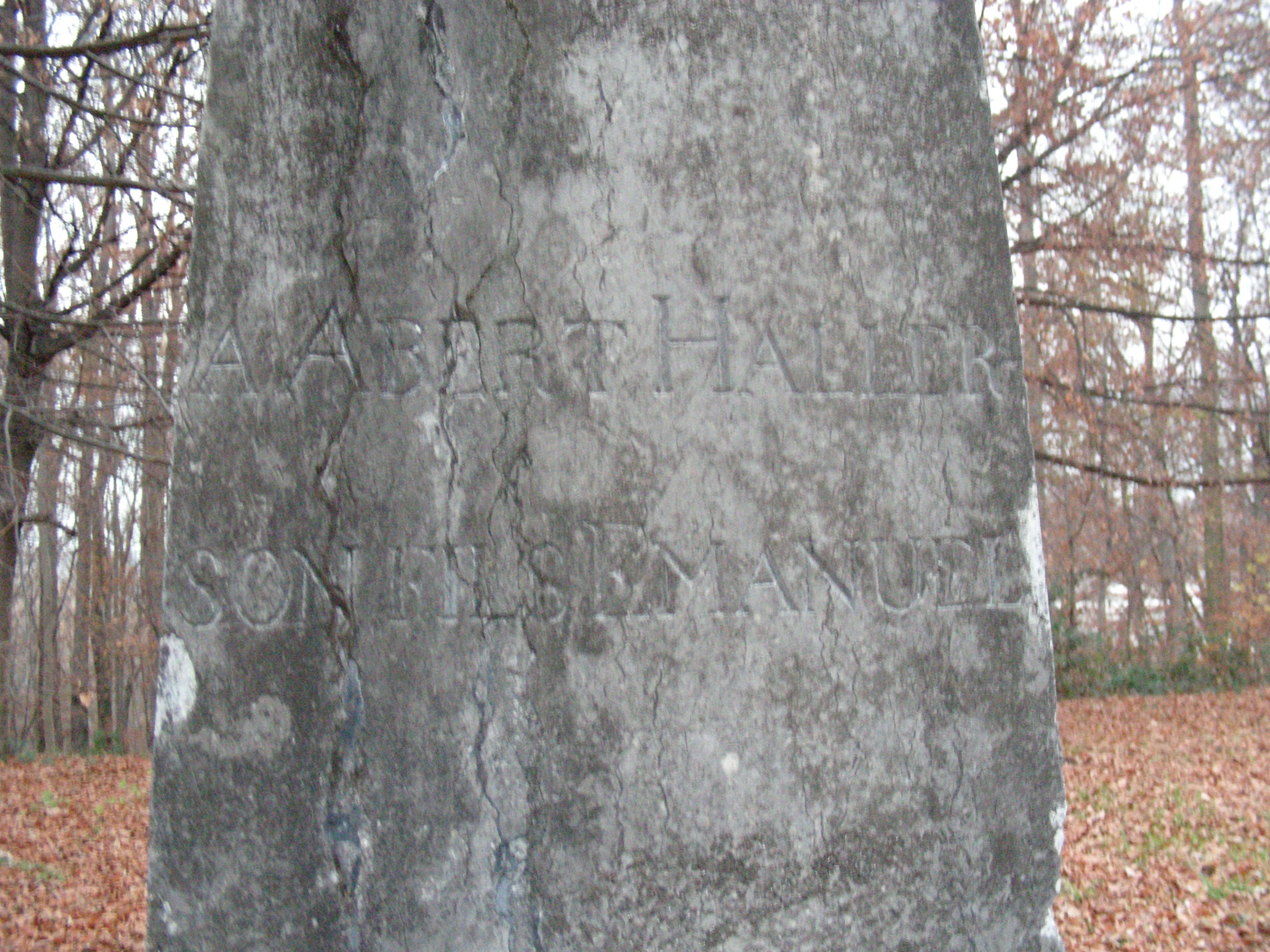
Nordseite A Abert [sic!] Haller son fils Emanuel
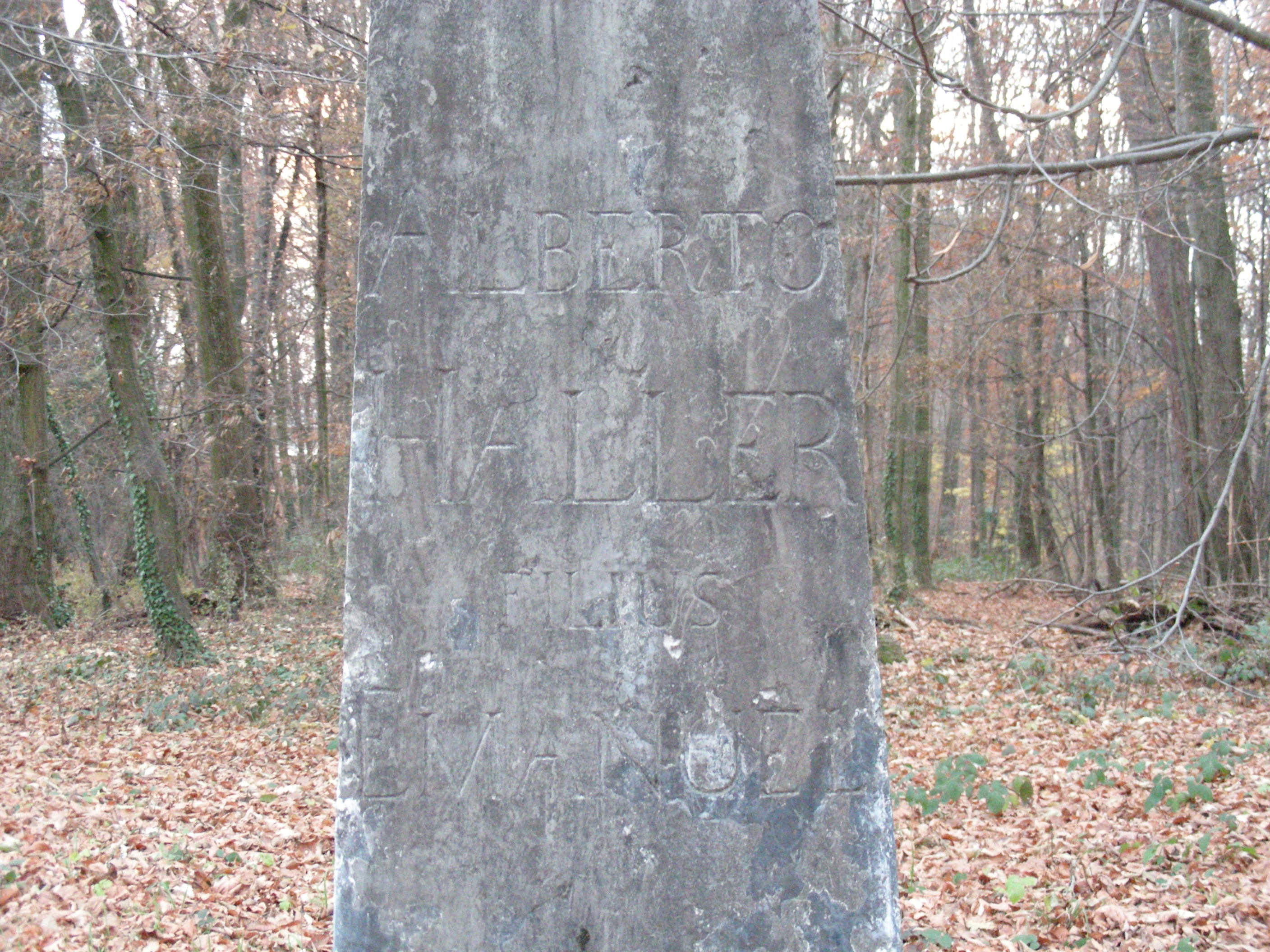
Südseite Alberto Haller filius Emanuel

## Schriften und Werke (Auswahl)
Gottlieb Emanuel von Haller veröffentlichte zahlreiche Werke. Als Student schrieb er Streitschriften gegen das Linnésche System:
- Epistola ad patrem, dubia ex Linnaei fundamentis botanicis hausta continens. Göttingen 1750.
- Dubiorum contra sect. VII. Fundam. bot. Linnaei. Göttingen 1753.

Während seiner beruflichen Laufbahn veröffentlichte er zahlreiche Werke zum Bibliothekswesen, zur Numismatik und zur Geschichte der Schweiz, die er teils in deutscher, teils in französischer und lateinischer Sprache schrieb.
- Specimen bibliothecae Helveticae. Bern 1757.
- Conseils pour former une Bibliothèque historique de la Suisse. Bern 1771.
- Wilhelm Tell – Eine Vorlesung. Bern 1772.
- Schweitzerisches Münz- und Medaillenkabinett. Bern 1781/82.
- Bibliothek der Schweizer-Geschichte und aller Theile, so dahin Bezug haben. Bern 1785–1787 (doi:10.3931/e-rara-24952)

Letzteres gilt als Hallers Hauptwerk. Die Bände eins und zwei publizierte Haller selbst, die Bände drei bis sechs wurden nach seinem Tod von J. J. Stapfer, Pfarrer zu Bern, herausgegeben. Haller hatte das ganze Werk druckreif hinterlassen.